# Конан (ТВ серија из 1992)
Конан је америчко-француско-канадска анимирана телевизијска серија са Конаном као главник јунаком ког је измислио Роберт Е. Хауард током 1930их. Серија се емитовала од 13. септембра 1992. до 22. новембра 1993. Свих 65 епизода продуцирали су Џетлаг продакшнс и Санбоу интертејмент. Оснивач серије је Кристи Макс који је радио као уређивач приче.

## Радња
Конан је детињство провео са варварским племеном у Кимерији, планинској северној земљи својих предака. Једном, док је Kонан још био дечак, он и његов деда видели су „небески крик“ - звездани пад. Како се испоставило, пали метеорити су направљени од одличног метала, а Конанов отац, који је био ковач, исковао је из њих много мачева и бодежа. Такође је исковао звездани мач посебно за свог сина, али пошто је Kонан још увек био млад, његов отац сакрио је мач под огроман камен, обећавајући сину да ће добити ово оружје чим буде имао снаге да га добије. У исто време, врач Рат-Амон добио је поруку од свог господара, бога змије Сета: звездасти метал ће му помоћи да се Сет врати на Земљу. Да би то урадили, потребно је да сагради седам пирамида са дисковима од звезданих метала на врху. Мало позадине: пре много хиљада година, чаробњаци су огромну змију Сет затворили у другу димензију како не би терорисао Земљу. Током друге године потраге, Рат-Амон је сазнао да су Кимеријанци сакупили значајан део звезданог метала, али када је стигао у варварско насеље, открио је да је ковач успео да прода све предмете. У бесу је Рат-Амон њега и породицу претворио у камене статуе. Конан се заклео да ће се осветити Рат-Амону и вратити оца, мајку и деду у живот.

## Емитовање у Србији
У Србији, Црној Гори, Босни и Херцеговини и Републици Македонији серија је премијерно емитована 1997. године на каналу Студио Б и БК ТВ а неко време касније у 2006. години, серија је почела са емитовањем на Хепи ТВ. синхронизована на српски језик. Синхронизацију је радио студио Хепи ТВ од 1 до 25 Епизоде и Квартет Амиго од 1 до 52 Епизоде. Има DVD издања.

## Улоге
| Име лика             | Име глумца |
| -------------------- | ---------- |
| Конан                |            |
| Зула                 |            |
| Вук-сиви             |            |
| Ирамон               |            |
| Рам-Амон             |            |
| Иенду                |            |
| Ерлик господар ватре |            |
| Јасмин               |            |
| Снаг                 |            |
| Манир                |            |
| Горе                 |            |
| Торинон              |            |
| Фалкенар             |            |
| Нидоле               |            |
| Месмира              |            |
| Саша                 |            |
| Дрегс                |            |
| Скулптура            |            |
| Виндфанг             |            |
| Змај Кари            |            |
| Зогар Саг            |            |
| Сет                  |            |
| Цхан                 |            |
| Донг Здраво          |            |
| Епеметрије Мудри     |            |
| Приповедач           |            |